# Šárka (Janáček)
Šárka je tříaktová opera Leoše Janáčka, libreto k ní dle vlastního románu napsal Julius Zeyer na žádost Antonína Dvořáka. Jedná se o první operu Leoše Janáčka, pochází z roku 1887, premiéru však měla až v roce 1925 v Mahenově divadle v Brně (tehdejší Divadlo Na hradbách).
Text opery vychází ze čtvrtého dílu Zeyerova díla Vyšehrad, nicméně jeho zhudebnění nebylo bez problémů. Antonín Dvořák, na jehož žádost byl text sepsán, váhal s jeho zhudebněním. Bedřich Smetana, kterého Zeyer oslovil, pro změnu zhudebnění odmítl a tak bylo dílo vydáno knižně. Po jeho vydání se prací na něm ujal v roce 1887 Leoš Janáček, který po 6 měsících práce měl připraven klavírní výtah celé opery. Janáček následně konzultoval své vznikající dílo s Dvořákem, který neměl významnějších výhrad, načež se Janáček obrátil na Zeyera s prosbou o svolení zhudebnit jeho libreto. Zeyer nicméně opakovaně nesouhlasil se zhudebněním. I to byl jeden z důvodů, proč Janáček práce na opeře na 30 let odložil.

## Osoby
| Šárka, bojovnice z Vlastiny družiny | soprán      |
| Ctirad, bojovník oddaný Přemyslovi  | tenor       |
| Přemysl, kníže                      | baryton     |
| Lumír, člen Přemyslova dvora        | tenor       |
| Častava                             | alt         |
| Hosta                               | alt         |
| Libina                              | soprán      |
| Hosta                               | soprán      |
| Mlada                               | soprán      |
| Radka                               | mezzosoprán |
| Hosta                               | soprán      |
| Svatava                             | soprán      |
| Vitoraz                             | bas         |
| Vlasta                              | mezzosoprán |

## Nahrávka
- Supraphon SU 3485-2 631, Eva Urbanová, Peter Straka, Ivan Kusnjer, Jaroslav Březina; Pražský filharmonický sbor, sbormistr Jaroslav Brych; Česká filharmonie, dirigent Sir Charles Mackerras (2000)